# Майкъл Росбаш
Майкъл Морис Росбаш (на английски: Michael Morris Rosbash) е американски генетик и хронобиолог.
Той е професор по биология в Университета „Брандайс“ и изследовател в медицинския институт „Хауърд Хюз“. През 1894 година изследователската група на Росбаш клонира периодичния ген на плодовата мушица (Drosophila melanogaster), което води до поредица открития, свързани с циркадния ѝ ритъм.
За революционните си приноси в областта на хронобиологията е избран за член на Националната академия на науките на САЩ през 2003 година.
Заедно с учените Джефри Хол и Майкъл Йънг, Хол получава Нобеловата награда за физиология или медицина за 2017 година за „техните открития на молекулните механизми, контролиращи циркадния ритъм“.